# Per Frandsen
Per Frandsen (Copenhague, Dinamarca, 6 de febrero de 1970) es un ex-futbolista danés, se desempeñaba como mediocampista.

## Clubes
| Club             | País       | Año         | Partidos | Goles |
| Boldklubben 1903 | Dinamarca  | 1988 - 1990 | 25       | 15    |
| Lille OSC        | Francia    | 1990 - 1994 | 109      | 19    |
| FC Copenhague    | Dinamarca  | 1994 - 1996 | 55       | 19    |
| Bolton Wanderers | Inglaterra | 1996 - 1999 | 130      | 19    |
| Blackburn Rovers | Inglaterra | 1999 - 2000 | 31       | 5     |
| Bolton Wanderers | Inglaterra | 2000 - 2004 | 135      | 13    |
| Wigan Athletic   | Inglaterra | 2004        | 9        | 1     |

## Palmarés
FC Copenhagen
- Copa de Dinamarca: 1995

- Datos: Q924902